# Малакка (півострів)
Мала́кка, Малайський півострів (Malacca) — півострів на південному сході Азії, південна частина півострова Індокитай. Омивається на заході Андаманським морем і Малаккською протокою, на сході — Південнокитайським морем і його Сіамською затокою.
- Довжина (з півночі на південь) близько 1 300 км.
- Площа близько 190 тисяч км².

Північна межа — перешийок Кра. Іноді до Малакки відносять частину території на північ від Кра, до північного краю Сіамської затоки. Довжина Малакки в цих межах 1450 км. На території Малакки розташована частина Таїланду і Малайзії, а в широкому розумінні — також частина території Бірми.
Осьову зону М. утворюють низькі і средньовисокі гори, висота до 2190 м (гора Тахан), розчленовані на окремі масиви з пологими куполоподібними вершинами і крутими схилами, в периферійних районах — горбисті рівнини і низовини, часто заболочені.
Територія М. відноситься до Бірмано-Малайської зони складчастих споруд Індокитаю. Вона складена зім'ятими в складки субмеридіонального простягання геосинклінальними товщами: теригенними кембрію — пізнього докембрію, карбонатно-теригенними ордовіку і силуру (серія Сетул), теригенними силуру — карбону (серія Канчанабурі), теригенно-карбонатними з вулканітами середнього карбону — перму (серія Рауб). Орогенні утворення представлені теригенними відкладами (серія Ліпіс) тріасів з горизонтами кислих вулканітів і уламковими породами юри і нижньої крейди. Кайнозойські осідання заповнюють розрізнені западини. Широко поширені мезозойські граніти, з якими пов'язані численні родовища олова і вольфраму, складові головне багатство надр М.; відомі також родовища золота, міді, заліза, молібдену, свинцю, цинку, бокситів, вугілля, Клімат на півдні — екваторіальний, на півночі — субекваторіальний, мусонний. На рівнинах випадає 1—2 тисячі мм опадів, в горах — до 4 тисяч мм на рік. Температура повітря на рівнинах протягом всього року 25—27 °C. Близько 3/4 території Малакки покрито густими вологими тропічними вічнозеленими лісами з фікусами, діптерокарповими, індійським баньяном, камфорним деревом, гігантським бамбуком, епіфітами. На прибережних низовинах мангрові ліси.
Найбільші міста — Куала-Лумпур, Іпох (Малайзія).